# Wahlbezirk Böhmen 101
Der Wahlbezirk Böhmen 101 war ein Wahlkreis für die Wahlen zum Abgeordnetenhaus im österreichischen Kronland Böhmen. Der Wahlbezirk wurde 1907 mit der Einführung der Reichsratswahlordnung geschaffen und bestand bis zum Zusammenbruch der Habsburgermonarchie.

## Geschichte
Nachdem der Reichsrat im Herbst 1906 das allgemeine, gleiche, geheime und direkte Männerwahlrecht beschlossen hatte, wurde mit dem 26. Jänner 1907 die große Wahlrechtsreform durch Sanktionierung von Kaiser Franz Joseph I. gültig. Mit der neuen Reichsratswahlordnung schuf man insgesamt 516 Wahlbezirke mit je einem zu wählenden Abgeordneten, die durch Direktwahl mit allfälliger Stichwahl bestimmt wurden. Der Wahlkreis Böhmen 101 umfasste den Gerichtsbezirk Friedland. Aus der Reichsratswahl 1907 ging bereits im ersten Wahlgang der Sozialdemokrat Leopold Winarsky als Sieger hervor. Bei der Reichsratswahl 1911 setzte sich hingegen der Deutschradikale Franz Tobisch in der Stichwahl durch.

## Wahlergebnisse

### Reichsratswahl 1907
Die Reichsratswahl 1907 wurde am 14. Mai 1907 (erster Wahlgang) durchgeführt. Die Stichwahl entfiel auf Grund der absoluten Mehrheit von Leopold Winarsky im ersten Wahlgang.
| Kandidat                                                                      | Partei                     | Wahlkreis- stimmen | Prozent |
| ----------------------------------------------------------------------------- | -------------------------- | ------------------ | ------- |
| Leopold Winarsky                                                              | Sozialdemokratische Partei | 5999               | 55,7 %  |
| Adolf Glöckner                                                                | Deutsche Agrarpartei       | 3842               | 35,7 %  |
| Franz Josef Killmann                                                          | Christlichsoziale Partei   | 921                | 8,6 %   |
|                                                                               | Sonstige Parteien          | 13                 | 0,1 %   |
| Wahlberechtigte: 11.934, Ungültige/Leere Stimmen: 56, Wahlbeteiligung: 90,8 % |                            |                    |         |

### Reichsratswahl 1911
Die Reichsratswahl 1911 wurde am 13. Juni 1911 sowie am 20. Juni 1911 (Stichwahl) durchgeführt.

#### Erster Wahlgang
| Kandidat                                                                      | Partei                     | Wahlkreis- stimmen | Prozent |
| ----------------------------------------------------------------------------- | -------------------------- | ------------------ | ------- |
| Leopold Winarsky                                                              | Sozialdemokratische Partei | 5216               | 46,9 %  |
| Franz Tobisch                                                                 | Deutschradikale Partei     | 4394               | 39,5 %  |
| Franz Josef Killmann                                                          | Christlichsoziale Partei   | 952                | 8,6 %   |
|                                                                               | Sonstige Parteien          | 10                 | 0,1 %   |
| Wahlberechtigte: 11.979, Ungültige/Leere Stimmen: 45, Wahlbeteiligung: 88,7 % |                            |                    |         |

#### Stichwahl
| Kandidat                                                                      | Partei                     | Wahlkreis- stimmen | Prozent |
| ----------------------------------------------------------------------------- | -------------------------- | ------------------ | ------- |
| Franz Tobisch                                                                 | Deutschradikale Partei     | 5729               | %       |
| Leopold Winarsky                                                              | Sozialdemokratische Partei | 5401               | 41,4 %  |
| Wahlberechtigte: 11.979, Ungültige/Leere Stimmen: 80, Wahlbeteiligung: 93,6 % |                            |                    |         |